# كروسندرة قمعية الشكل
زَهر العزيز أو كروسندرة قمعية الشكل (الاسم العلمي: Crossandra infundibuliformis) هي نوع من النباتات تتبع جنس الكروسندرة من الفصيلة الأقنتية.